# Villard de Honnecourt

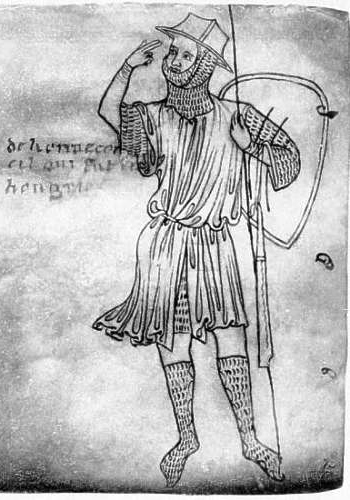
Teckning av soldat, utförd av Villard de Honnecourt, ca 1230.

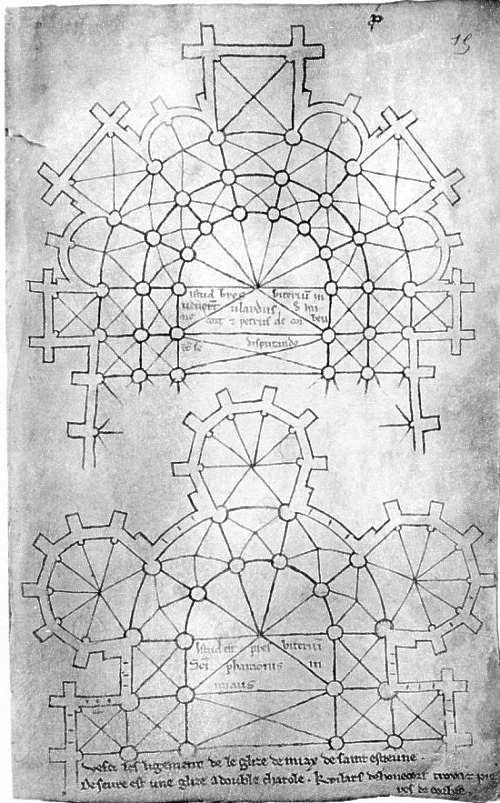
Skisser till katedralkor.

Villard de Honnecourt, verksam under 1200-talet, fransk tecknare och arkitekt.

## Biografi
Honnecourt var verksam mellan 1225 och 1250. Hans teckningar är den äldsta funna dokumentationen av medeltidens (främst gotisk) arkitektur. Honnecourts verk innehåller även detaljskisser av bland annat trätakskonstruktioner och instruktioner om hur man tämjer ett lejon. Hans skissböcker bevaras i dag i Bibliothèque nationale i Paris (MS Fr 19093).
Skisserna och teckningarna i härrör från resor i länderna mellan Nederländerna och Ungern. Man vet än idag ej vilken yrkesroll Honnecourt hade. Somliga antar att han var arkitekt, då han har förmodats hjälpa till vid katedralbyggen. Andra tror att han var utsänd av kyrkan för att dokumentera Europas kyrkoarkitektur. Några tror att han bara hade ett oerhört intresse för arkitektoniska bilder, i synnerhet de detaljerade. I vilket fall som helst, så bevisar fyndet av Honnecourts bilder att arkitektoniska idéer spred sig via möten mellan resande och utbyte av skisser och texter.